# Colastiné Sur

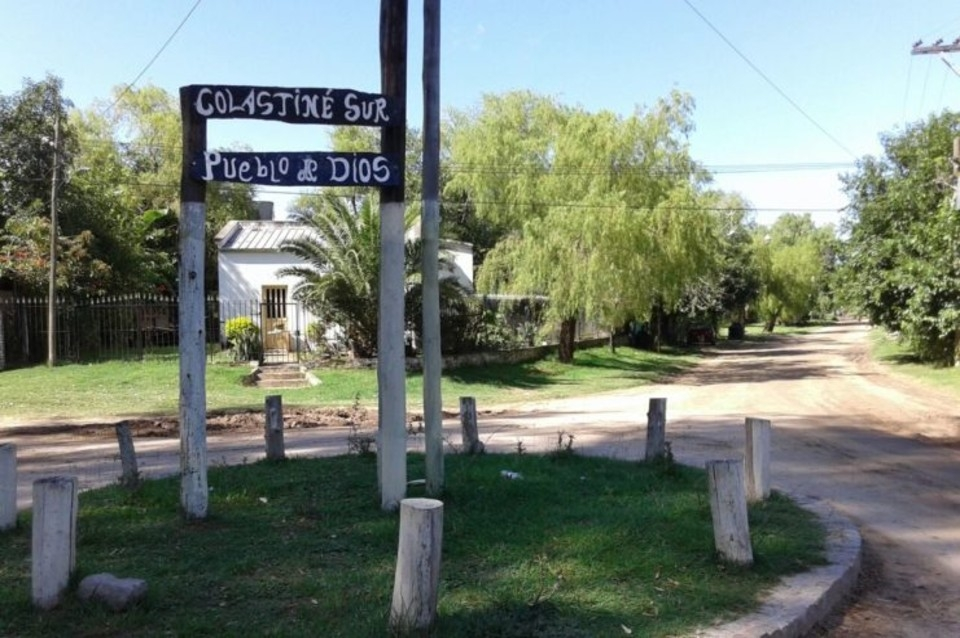
Entrada al barrio Colastiné Sur.

Colastiné Sur es un barrio de la ciudad de Santa Fe, Argentina, cercano a la Ruta Nacional 168, perteneciente al Distrito Costa. Fundado el 31 de diciembre de 1662, es uno de los barrios más antiguos de la ciudad, que tras su fundación en el año de 1573, protagonizó un traslado menor al promediar el siglo XVII. La población actual se calcula entre 500 y 700 habitantes.